# ماكسيم غايدوكوف
ماكسيم غايدوكوف هو لاعب كرة قدم روسي في مركز الوسط، ولد في 6 مارس 1995 في فولغوغراد في روسيا. لعب مع روتور فولغوغراد.